# کوه مارک

کوه مارک کوهی است در در دهستان پیشکوه موگویی شهرستان فریدون‌شهر، جنوب روستای وهرگان و غرب روستای مازه وهرگان با ارتفاع ۳۵۰۱ متر. سرچشمه آب ترزه از این کوه می‌باشد.
ساکنان مارک فامیل اسدی آسترکی (خمکاروند) از تیره کوشه می‌باشند. گر چه در دهه‌های آغازینِ قرن حاضر گروه‌های بسیاری از ایل بختیاری نیز همانند سایر ایل‌ها و عشایر ایران یکجانشین شدند، اما هنوز هم بخشی از اولاد خمکار، کوچ‌رو هستند.
تیره کاوشه یکی از تیره‌های طایفه آسترکی می‌باشد که مردانی از این تیره پا به عرصه ظهور دراین طایفه گذاشته‌اند که با خرد‌ورزی و نیک‌اندیشی باعث افتخاراتی برای طایفه آسترکی بودند.